# Línea B (Tranvía de Burdeos)
La línea B del Tranvía de Burdeos es una línea que une la estación de Berges de la Garonne con las de Pessac−Centre y France−Alouette. En términos geográficos une el norte de la aglomeración de Burdeos al sur, siempre en la orilla izquierda del río Garona.

## Historia
La línea B fue inaugurada el 15 de mayo de 2004, aunque estaba prevista su inauguración el 21 de diciembre de 2003, junto a la línea A. Esto fue debido a problemas técnicos con el sistema de APS, y hoy sigue siendo la línea que más problemas sufre en cuanto a este sistema. La línea, que estaba abierta entre Quinconces y Saint-Nicolas, se amplió posteriormente en las siguientes ocasiones:
- El 3 de julio de 2004, se prolongó entre Saint-Nicolas y Bougnard
- El 29 de mayo de 2007, se prolongó entre Bougnard y Pessac-Centre
- El 23 de julio de 2007, se prolongó entre Quinconces y Bassins à Flot
- El 20 de octubre de 2008, se prolongó entre Bassins à Flot y Claveau
- El 20 de junio de 2014, se prolongó la línea entre Claveau y Berges de la Garonne
- El 22 de junio de 2015, se prolongó entre Bougnard y France—Alouette.
- El 1 de abril de 2016, se cambió de nombre a la estación Bassins à Flot por el de Cité du Vin.
- El 1 de septiembre de 2019, la estación Claveau pasa a ser el final de uno de cada dos trenes, sustituyendo a Cité du Vin

Actualmente, la línea, se opera con servicios "en X", alternando el destino del tren entre las dos extensiones.

## Recorrido
La línea B sale de la estación Berges de la Garonne por vía única, cruza por debajo de la Ronda de Burdeos cerca del Pont d'Aquitaine y pasa a ser vía doble en la estación Claveau. Atraviesa el barrio Bataclan por las cercanías del río Garona y llega al barrio Bassin à Flot, donde da servicio a la Cité du Vin, llegando a la famosa place des Quinconces por la orilla izquierda del río Garona. 
En la place des Quinconces, se cruza con las vías de la línea C y la línea D y gira a la derecha delante de la Ópera de Burdeos, adentrándose en el cours de l'Inténdance. Antes de la place Gambetta, gira a la izquierda para bajar por la rue Vital-Carles, rodeando después la Catedral de Burdeos y cruzando las vías de la línea A cerca del ayuntamiento. Tras dejar a la izquierda el Museo de Aquitania, toma el cours de l'Argonne para salir de Burdeos por la Barrière Saint-Genès. 
Una vez en Talence, sigue por los cours Gambetta y cours de la Libération para luego atravesar el campus de la Universidad de Burdeos en Talence y Pessac y UNITEC. En la avenue Bougnard, la línea toma dos ramas, la norte y la sur.
La rama norte, de vía doble, continúa paralela a las vías del tren hasta la Estación de Pessac.
La rama sur, de vía única, atraviesa la Ronda de Burdeos cerca de la salida 14, pasa por la Estación de Alouette-France y acaba en el barrio de Alouette.

### Correspondencias
- en Hôtel de Ville
- en Quinconces
- en Quinconces
- 32  en Pessac—Centre
- 33  en Pessac—Centre
- 40  en Pessac—Centre
- 41  en France—Alouette
- 61  en Pessac—Centre
- 64  en Pessac—Centre
- Bat3  en Cité du Vin, Cours du Médoc y Quinconces

## Infraestructura

### Servicios totales
En la línea operan los siguientes servicios:
- Berges de la Garonne ↔ Pessac—Centre
- Berges de la Garonne ↔ France—Alouette
- Claveau ↔ Pessac—Centre
- Claveau ↔ France—Alouette

### Servicios parciales
- Quinconces ↔ Montaigne—Montesquieu

### Cocheras deAchard
Los trenes se guardan en las cocheras de Achard, en Burdeos, en la orilla izquierda del río Garona desde 2008. Antes se guardaban en el de La Bastide (línea A).

### Fuente de energía
Los trenes de esta línea se alimentan, mayoritariamente, gracias a una catenaria electrificada a 750 V CC. En los tramos que transcurren por el centro de Burdeos, utilizan el sistema APS, principalmente debido a razones estéticas. Concretamente, los tramos que no tiene presencia de catenaria son entre Quinconces y Peixotto.

## Estaciones
|  |   |   |   |  | Estación              | Municipio | Correspondencia                       |  |
|  | - | - | - |  | --------------------- | --------- | ------------------------------------- |  |
|  |   | • |   |  | Berges de la Garonne  | Burdeos   |                                       |  |
|  |   | ■ |   |  | Claveau               | Burdeos   |                                       |  |
|  |   | ■ |   |  | Brandenburg           | Burdeos   | 9 25 76                               |  |
|  |   | ■ |   |  | New-York              | Burdeos   |                                       |  |
|  |   | ■ |   |  | Rue Achard            | Burdeos   |                                       |  |
|  |   | ■ |   |  | Cité du Vin           | Burdeos   | 7 32 45 Bat3                          |  |
|  |   | ■ |   |  | Les Hangars           | Burdeos   | 45                                    |  |
|  |   | ■ |   |  | Cours du Médoc        | Burdeos   | 45 Bat3                               |  |
|  |   | ■ |   |  | Chartrons             | Burdeos   |                                       |  |
|  |   | ■ |   |  | CAPC                  | Burdeos   |                                       |  |
|  |   | ■ |   |  | Quinconces            | Burdeos   | 2 3 26 47 302 601 703 Bat3            |  |
|  |   | ■ |   |  | Grand-Théâtre         | Burdeos   |                                       |  |
|  |   | ■ |   |  | Gambetta (MADD)       | Burdeos   | 1 2 3 4 5S 15 16 83 601               |  |
|  |   | ■ |   |  | Hôtel de Ville        | Burdeos   |                                       |  |
|  |   | ■ |   |  | Musée d'Aquitaine     | Burdeos   | 16                                    |  |
|  |   | ■ |   |  | Victoire              | Burdeos   | 1 5S 11 15 20 47 701 702 710          |  |
|  |   | ■ |   |  | Saint-Nicolas         | Burdeos   | 5                                     |  |
|  |   | ■ |   |  | Bergonié              | Burdeos   | 26                                    |  |
|  |   | ■ |   |  | Barrière Saint-Genès  | Burdeos   | 9 26                                  |  |
|  |   | ■ |   |  | Roustaing             | Talence   |                                       |  |
|  |   | ■ |   |  | Forum                 | Talence   | 20 43                                 |  |
|  |   | ■ |   |  | Peixotto              | Talence   | 10 20 21 35 58 502 503 504 505        |  |
|  |   | ■ |   |  | Béthanie              | Talence   |                                       |  |
|  |   | ■ |   |  | Arts et Métiers       | Talence   | 8 34 58 87                            |  |
|  |   | ■ |   |  | François Bordes       | Pessac    |                                       |  |
|  |   | ■ |   |  | Doyen Brus            | Pessac    |                                       |  |
|  |   | ■ |   |  | Montaigne—Montesquieu | Pessac    | 10 31 35                              |  |
|  |   | ■ |   |  | Unitec                | Pessac    | 34 35 44 58 602                       |  |
|  |   | ■ |   |  | Saige                 | Pessac    | 34 44                                 |  |
|  |   | ■ |   |  | Bougnard              | Pessac    | 24 54                                 |  |
|  | • |   |   |  | Camponac—Médiathèque  | Pessac    |                                       |  |
|  | • |   |   |  | Pessac—Centre         | Pessac    | 32 33 40 61 64 4 23 24 35 42 44 54 87 |  |
|  |   |   | • |  | Châtaigneraie         | Pessac    | 24 34 54                              |  |
|  |   |   | • |  | Cap Métiers           | Pessac    | 54                                    |  |
|  |   |   | • |  | Hôpital Haut-Levêque  | Pessac    | 24 36 39 44 54                        |  |
|  |   |   | • |  | Pessac—Alouette       | Pessac    | 41 36 39 44                           |  |
|  |   |   | • |  | France—Alouette       | Pessac    | 4 36 39 44                            |  |

## Explotación de la línea

### Tiempo
En general, el tiempo que se tarda en realizar los recorridos más transitados es el siguiente:
- Berges de la Garonne ↔ Cité du Vin (9 minutos)
- Berges de la Garonne ↔ Victoire (25 minutos)
- Berges de la Garonne ↔ Montaigne—Montesquieu (41 minutos)
- Berges de la Garonne ↔ Bougnard (45 minutos)
- Berges de la Garonne ↔ Pessac—Centre (49 minutos)
- Berges de la Garonne ↔ France—Alouette (55 minutos)

### Frecuentación
El número de pasajeros anuales no ha dejado de aumentar desde su apertura.
| Año                              | 2007 | 2008 | 2013 | 2014 | 2015 | 2016 | 2017 |
| Número de Viajeros (en millones) | 20,2 | 20,7 | 27,3 | 28,5 | 28,9 | 31,2 | 33,8 |

## Futuro
No hay ninguna extensión prevista para esta línea, al menos de momento.